# Iris hippolyti
Iris hippolyti är en irisväxtart som först beskrevs av Aleksei Ivanovich Vvedensky, och fick sitt nu gällande namn av Rudolf V. Kamelin. Iris hippolyti ingår i släktet irisar, och familjen irisväxter. Inga underarter finns listade i Catalogue of Life.